# Ola Morten Græsli
Ola Morten Græsli, né le (11 avril 1980 à Tydal), est un spécialiste norvégien du combiné nordique.

## Carrière
Ola Morten Græsli a débuté en Coupe du monde en janvier 2003 à Oberhof et a obtenu deux mois plus tard son premier podium à Oslo, une troisième place. Le 18 décembre 2005, il signe son meilleur résultat en Coupe du monde, avec une deuxième place à l'issue d'une arrivée avec trois autres concurrents dont le vainqueur Magnus Moan dans la même seconde. Il a participé une fois aux Championnats du monde en 2003 à Val di Fiemme, se classant quatrième par équipes, septième en sprint et quinzième en Gundersen.

## Palmarès

### Coupe du monde
- Meilleur classement général final : 16e en 2005.
- Classement annuel : 54e en 1999, 34e en 2004, 16e en 2005, 32e en 2006, 53e en 2007.
- 3 podiums individuels dont 1 deuxième place 2 troisièmes places.